# 千年谷公園
千年谷公園（せんねんだにこうえん）とは、埼玉県東松山市旗立台に位置する都市公園（近隣公園、都市緑地）である。土地区画整理事業時の計画名称は、高坂丘陵2号公園、2号緑地。

## 概要
むさし緑園都市・高坂丘陵地区（高坂ニュータウン）開発と同時に完成した地区内最大規模の公園。名前の通り、元々丘陵地帯であった谷間を利用しているため公園のほぼ中央に両サイドの住宅街を結ぶ歩行者専用橋「山の辺橋」が架けられ公園のアクセントになっている。
野外ステージは元々当公園で母の日に開催されていた「千年谷コンサート」のために建設されたものだが、このイベントは既に中止されており、現在は日本スリーデーマーチ開催時のイベントステージなどに主に使用されている。
なお、野球場やテニスコートは東松山文化まちづくり公社の管理下にあり、利用には申し込みが必要。

## 主な施設
- 軟式野球場
- テニスコート（3面）
- テニス壁打ちコート
- 野外ステージ
- 芝生広場
- 児童広場
- トイレ
- 駐車場（28台、うち身体障害者用2台）
- 臨時駐車場（非舗装）

## アクセス
- 東武東上線「高坂駅」南西約1.7km

### バス
- 高坂駅西口から川越観光バス
  - ［TA11］桜山台経由、東京電機大学本館前行で5分「桜山台」バス停から徒歩2分
  - ［TA12］白山台郵便局経由、東京電機大学本館前行で4分「白山台郵便局」バス停から徒歩4分

### 道路
- 関越自動車道
  - 鶴ヶ島インターチェンジから約6km（国道407号→「南活センター南」交差点左折）
  - 東松山インターチェンジから約5km（国道254号→「インター前」交差点右折→「米山大橋(北)」交差点右折）

## 周辺
- 東京電機大学理工学部
- 大東文化大学緑山キャンパス
- 地球観測センター
- マミーマート松風台店
- 東松山白山台郵便局
- 松風公園
- 鳩山ニュータウン